# Ozero Dubro
Ozero Dubro (ryska: Озеро Дубро) är en sjö i Belarus.   Den ligger i voblasten Vitsebsks voblast, i den norra delen av landet, 210 km norr om huvudstaden Minsk. Ozero Dubro ligger 128 meter över havet. Arean är 0,68 kvadratkilometer. Den sträcker sig 1,4 kilometer i nord-sydlig riktning, och 1,4 kilometer i öst-västlig riktning.
I omgivningarna runt Ozero Dubro växer i huvudsak blandskog. Runt Ozero Dubro är det glesbefolkat, med 16 invånare per kvadratkilometer.